# I liga paragwajska w piłce nożnej (1951)
Mistrzem Paragwaju został klub Sportivo Luqueño, natomiast wicemistrzem Paragwaju został klub Cerro Porteño.
Mistrzostwa rozegrano systemem każdy z każdym mecz i rewanż. Najlepszy w tabeli klub został mistrzem Paragwaju.
Do drugiej ligi spadł klub Sport Colombia Fernando de la Mora, a na jego miejsce awansował klub Atlántida SC.

## Primera División

### Tabela końcowa sezonu 1951
| Poz | Klub                               | Mecze | Punkty |
| --- | ---------------------------------- | ----- | ------ |
| 1   | Sportivo Luqueño                   | 20    | 29     |
| 2   | Cerro Porteño                      | 20    | 25     |
| 3   | Club Nacional                      | 20    | 24     |
| 4   | Club Libertad                      | 20    | 23     |
| 5   | Club Guaraní                       | 20    | 22     |
| 6   | Club Olimpia                       | 20    | 20     |
| 7   | Club Presidente Hayes              | 20    | 19     |
| 8   | Club Sol de América                | 20    | 17     |
| 9   | Club River Plate                   | 20    | 16     |
| 10  | Sportivo San Lorenzo               | 20    | 14     |
| 11  | Sport Colombia Fernando de la Mora | 20    | 11     |

## Klasyfikacja strzelców w sezonie 1951
| Gole | Piłkarz             | Klub          |
| ---- | ------------------- | ------------- |
| 19   | Antonio Ramón Gómez | Club Libertad |